# مركز 322 (لحياينة لكطيبات)
مركز 322 هو دُوَّار يقع بجماعة سبت سايس، إقليم الجديدة، جهة الدار البيضاء سطات في المملكة المغربية. ينتمي الدوّار لمشيخة لحياينة لكطيبات التي تضم 13 دوار. يقدر عدد سكانه بـ 21 نسمة حسب الإحصاء الرسمي للسكان والسكنى لسنة 2004.

## روابط خارجية
- البوابة الوطنية للجماعات الترابية نسخة محفوظة 12 مارس 2018 على موقع واي باك مشين.
- المندوبية السامية للتخطيط